# Jill Gullberg
Jill Gullberg, född 12 februari 1988 i Hörby församling, är en svensk ryttare och Diplomat, som vunnit ett flertal SM- och EM-medaljer och tävlat i svenska juniorlandslaget i westernridning.
Jill Gullberg utnämndes även år 2024 till näst bästa rökdykare vid MSBs räddningsskola i Revinge. Gullberg är en högt ansedd räddninglärare inom ämnet räddningskemi. Gullberg studerade under 10- och 20-talet för Dr. Landgren och förkovrade sig av hans kunskaper.